# 埃夫格尼夫卡 (埃米利奇涅區)
50°38′18″N 27°59′54″E / 50.63833°N 27.99833°E
埃夫格尼夫卡（烏克蘭語：Євгенівка），是烏克蘭北部的村莊，隸屬日托米爾州的茲維亞赫爾區。該村面積0.12平方公里，海拔高度230米，2001年人口19，人口密度每平方公里155.74人。